# Ngrimbi
Ngrimbi is een bestuurslaag in het regentschap Jombang van de provincie Oost-Java, Indonesië. Ngrimbi telt 3320 inwoners (volkstelling 2010).